# Медичний університет у Білостоці
53°07′49″ пн. ш. 23°09′57″ сх. д. / 53.13028° пн. ш. 23.16583° сх. д.
Медичний університет у Білостоці, до 2008 року — Медична академія у Білостоці (пол. Uniwersytet Medyczny w Białymstoku) —  медичний заклад вищої освіти у польському Білостоці, заснований у 1950 році.

## Історія
Медична академія у Білостоці була створена постановою Ради Міністрів від 3 лютого 1950 року як 500-й медичний навчальний заклад у світі та десятий у післявоєнній Польщі. За місяць черговою постановою академію перейменовано на Білостоцький медичний університет.
Резиденцією університету ста палац Браницьких — найвидатніша історична споруда Білостока. Перші факультети основних медичних наук були розташовані в сусідньому колегіумі «Primum». На другому році свого існування академія отримала право на присвоєння наукових ступенів. 
У 1953 році були створені перші клініки. Лікарні, розташовані в Білостоці, передані у підпорядкування університету як клінічні відділення. У 1954 році було введено в експлуатацію будівлю «Collegium Universum», в якій розміщувалися більшість основних структурних підрозділів. У 1963 році була відкрита Державна клінічна лікарня (нині університетська клінічна лікарня). У 1968 році було створено відділення стоматології. 
У 1976 році університет був нагороджений орденом Трудового Прапора 2-го класу. 
У 1977 році створено фармацевтичний факультет при кафедрі медичної аналітики (з 2001 року — фармацевтичний факультет при кафедрі лабораторної медицини). 
У 1981 році розпочалося будівництво дитячої клінічної лікарні. У 1982 році введено в експлуатацію будівлю «Collegium Pathologicum». У 1999 році створено кафедру сестринської справи медичного факультету, яка стала ядром створеного 30 травня 2003 року факультету медсестринства та охорони здоров'я (у 2008 році перейменований на факультет наук про здоров'я). 
Проривом став запуск англомовних медичних досліджень у 2004 році. 22 березня 2008 набув чинності Акт про надання Медичній академії статусу університету.

## Структура
До складу університету входять 3 факультети, 82 кафедри основної медичної науки, 51 клініка, 3 дослідницьких центри, 7 незалежних лабораторій та 2 наукових центри.

### Медичний факультет із кафедрою стоматології та кафедрою викладання англійської мови
- Відділення біострутури
  - Кафедра гістології та ембріології
  - Кафедра медичної патоморфології
  - Кафедра регенеративної медицини та імунорегуляції
- Відділення стоматології
  - Кафедра протезування зубів
  - Кафедра стоматологічних методик
- Відділення загальної стоматології
  - Кафедра загальної стоматології
  - Лабораторія геростоматології
- Кафедра алергології та експериментальної імунології
- Кафедра анатомії людини
- Кафедра медичної біохімії
- Кафедра біофізики
- Кафедра медичної біології
- Кафедра стоматологічної хірургії
- Відділення захворювань обміну речовин
- Відділення пародонтальних захворювань та слизової оболонки ротової порожнини
- Кафедра діагностики нейродегенеративних захворювань
- Кафедра фармакології
- Кафедра клінічної фармакології
- Кафедра фізіології
- Кафедра клінічної генетики
- Кафедра гігієни, епідеміології та метаболічних порушень
- Кафедра клінічної імунології
- Кафедра клінічної молекулярної біології
- Кафедра ядерної медицини
- Кафедра народної медицини та профілактики захворювань
- Кафедра судової медицини
- Кафедра мікробіології
- Кафедра ортодонтії
- Кафедра загальної та експериментальної патології
- Кафедра стоматології
- Кафедра радіології
- Кафедра дитячої стоматології
- Кафедра консервативної стоматології
- Кафедра медичних симуляцій
- Центр іноземних мов
- Відділ фізичного виховання та спорту
- Незалежна лабораторія історії медицини та фармації
- Незалежна лабораторія молекулярної візуалізації
- Незалежна лабораторія мікробіологічних та нанобіомедичних методик
- Клінічний дослідницький центр
- Центр біоінформатики та аналізу даних
- Клініка анестезіології та інтенсивної терапії
- Клініка дитячої хірургії та урології
- Клініка торакальної хірургії
- Клініка судинної хірургії та трансплантації
- I відділення загальної та ендокринологічної хірургії
- II Клініка загальної та гастроентерологічної хірургії
- Клініка щелепно-лицьової та пластичної хірургії
- І клініка легеневих захворювань та туберкульозу
- II Клініка захворювань легенів та туберкульозу
- Клініка внутрішніх хвороб та метаболічних захворювань
- Клініка інфекційних хвороб та гепатології
- Клініка інфекційних хвороб та нейроінфекції
- Клініка дерматології та венерології
- Клініка ендокринології, діабетології та внутрішньої медицини
- Клініка гастроентерології та внутрішніх хвороб
- Клініка гінекології та онкологічної гінекології
- Клініка гематології
- Відділення кардіохірургії
- Кардіологічна клініка
- Клініка інвазивної кардіології
- 1-а клініка нефрології та трансплантології з діалізним центром
- II клініка нефрології з відділенням гіпертонічної хвороби та відділенням діалізу
- Клініка нейрохірургії
- Клініка неврології
- Диспансерна та інфекційна клініка
- Офтальмологічна клініка
- Дитяча офтальмологічна клініка з Центром лікування
- Онкологічна клініка
- Клініка дитячої онкології та гематології
- Клініка ортопедії та травматології
- Клініка дитячої ортопедії та травматології
- Отоларингологічна клініка
- Клініка дитячої отоларингології
- Клініка педіатрії, ендокринології, діабетології при кафедрі кардіології
- Клініка педіатрії, гастроентерології, гепатології, харчування та алергології
- Клініка педіатрії, ревматології, імунології та метаболічних захворювань кісток
- Клініка педіатрії та нефрології
- Клініка перинатології
- Клініка психіатрії
- Клініка ревматології та внутрішньої медицини
- Клініка репродукції та гінекологічної ендокринології

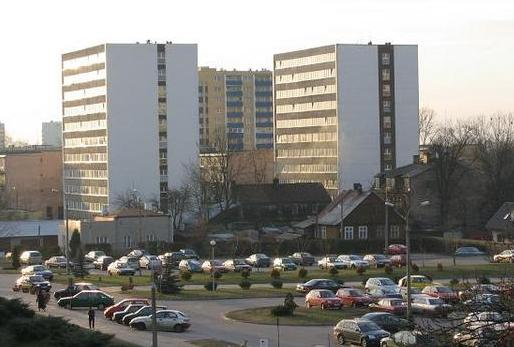
Будинок студента №2

- Урологічна клініка

### Фармацевтичний факультет з кафедрою лабораторної медицини
- Кафедра аналізу наркотиків та біоаналізу
- Кафедра інструментального аналізу
- Кафедра фармацевтичної біохімії
- Кафедра біофармації
- Кафедра біології
- Кафедра біотехнології
- Кафедра броматології
- Кафедра фізичної хімії
- Кафедра хімії лікарських засобів
- Кафедра медичної хімії
- Кафедра неорганічної та аналітичної хімії
- Кафедра органічної хімії
- Кафедра біохімічної діагностики
- Кафедра гематологічної діагностики
- Кафедра мікробіологічної діагностики та інфекційної імунології
- Кафедра клінічної фармації
- Кафедра прикладної фармації
- Кафедра фармакодинаміки
- Кафедра фармакогнозії
- Кафедра контрольованої фармакотерапії
- Кафедра фізіології та експериментальної патофізіології
- Кафедра гістології та цитофізіології
- Кафедра імунології
- Кафедра спеціалізованої косметології
- Кафедра лабораторної клінічної діагностики
- Кафедра дитячої лабораторної діагностики
- Кафедра естетичної медицини
- Кафедра синтезу та технології лікарських засобів
- Кафедра токсикології

### Факультет наук про здоров'я
- Кафедра анестезіології та інтенсивної терапії
- Кафедра харчової біотехнології
- Кафедра дієтології та клінічного харчування
- Кафедра експериментальної фармакології
- Кафедра клінічної фоноаудіології та логопедії
- Кафедра гінекології та практичного акушерства
- Кафедра гігієни, епідеміології та ергономіки
- Кафедра клінічної медицини
- Кафедра сімейної медицини та медсестринства
- Кафедра медицини розвитку та дитячої сестринської справи
- Кафедра інвазивної неврології
- Кафедра загальної патоморфології
- Відділення хірургічної сестринської справи
- Відділ первинної медико-санітарної допомоги
- Відділення акушерства, гінекології та гінекологічної допомоги
- Кафедра медичного права та медичної деонтології
- Кафедра дитячої радіології
- Кафедра статистики та медичної інформатики
- Департамент громадського здоров'я
- Відділ комплексної медичної допомоги
- Клініка алергології та внутрішньої медицини
- Клініка геріатрії
- Клініка невідкладної медицини
- Дитяча клініка невідкладної медицини
- Неонатологія та клініка неонатальної інтенсивної терапії
- Клініка неврології та дитячої реабілітації
- Клініка педіатрії та захворювань легенів
- Клініка реабілітації
- Клініка реабілітації дітей при Центрі «Допомога в ранньому періоді для дітей з обмеженими можливостями»
- Відділення філософії та психології людини
- Незалежна лабораторія діагностики дихальної системи та бронхоскопії
- Незалежна лабораторія реабілітації органів зору.

## Ректори
| Перелік ректорів з часу заснування (1950 – 2008) | Перелік ректорів з часу заснування (1950 – 2008) | Перелік ректорів з часу заснування (1950 – 2008) |
| №                                                | Ректор                                           | Роки                                             |
| ------------------------------------------------ | ------------------------------------------------ | ------------------------------------------------ |
| 1                                                | Тадеуш Келановський                              | 1950 – 1955                                      |
| 2                                                | Станіслав Легежинський                           | 1955 – 1959                                      |
| 3                                                | Якуб Хлєбовський                                 | 1959 – 1962                                      |
| 4                                                | Людвік Комчинський                               | 1962 – 1970                                      |
| 5                                                | Стефан Сошка                                     | 1970 – 1972                                      |
| 6                                                | Пйотр Боронь                                     | 1972 – 1973                                      |
| 7                                                | Тадеуш Янушко                                    | 1973 – 1974                                      |
| 8                                                | Констанцій Вишневський                           | 1974 – 1981                                      |
| 9                                                | Єжи Лебковський                                  | 1981 – 1987                                      |
| 10                                               | Збігнєв Пухальський                              | 1987 – 1990                                      |
| 11                                               | Анджей Каліцинський                              | 1990 – 1993                                      |
| 12                                               | Ян Гурський                                      | 1993 – 1999                                      |
| 13                                               | Збігнєв Пухальський                              | 1999 – 2002                                      |
| 14                                               | Ян Гурський                                      | 2002 – 2008                                      |